# Sasha Calle
 (juin 2023).
Si vous disposez d'ouvrages ou d'articles de référence ou si vous connaissez des sites web de qualité traitant du thème abordé ici, merci de compléter l'article en donnant les références utiles à sa vérifiabilité et en les liant à la section « Notes et références ».
Pour les articles homonymes, voir Calle.
Sasha Calle, née le 7 août 1995 à Boston (Massachusetts, États-Unis), est une actrice américano-colombienne. Elle a notamment joué dans le feuilleton américain Les Feux de l'amour de 2018 à 2021, pour lequel elle a reçu une nomination pour un Daytime Emmy Award. Elle a été confirmée pour interpréter le personnage de DC Comics Supergirl, dans le film The Flash, sorti en 2023.

## Biographie
Sasha Calle est née à Boston, Massachusetts. Elle a un frère cadet. Elle et sa mère ont déménagé en Colombie quand elle avait dix ans, et sont retournées aux États-Unis après deux ans. En décembre 2018, elle rejoint le casting du feuilleton Les feux de l'amour, en tant que chef Lola Rosales. Pour ce rôle elle reçoit en 2020 une nomination aux Daytime Emmy Awards dans la catégorie Meilleure jeune actrice dans une série télévisée dramatique. En décembre 2020, Calle a été choisie pour jouer son premier rôle au cinéma pour interpréter la super-héroïne Supergirl dans l'Univers cinématographique DC, à commencer par le film The Flash qui met en vedette Ezra Miller et d'anciens interprètes du rôle de Batman comme  Michael Keaton et Ben Affleck, le film sort en France le 21 juin 2023. Elle est la première actrice d'origine latine à interpréter ce rôle.

## Filmographie

### Cinéma

#### Longs métrages
- 2023 : The Flash d'Andrés Muschietti : Kara Zor-El / Supergirl

- 2024 : In the Summers d'Alessandra Lacorazza Samudio : Eva adulte
- 2024 : Les Indomptés (One Swift Horses) de Daniel Minahan : Sandra
- 2025 : RIP de Joe Carnahan
- 2025 : Wardriver de Rebecca Thomas : Sarah

#### Courts métrages
- 2017 : Rogue Tiger de Jessica Payne : Thraso
- 2017 : 18 minutes de Val Vega : la reporter colombienne (voix)
- 2018 : The White Shoes de Tristin Alexandria : la femme
- 2018 : Final Stop de Roxanne Benjamin : l'adolescente
- 2018 : Deep Cuts de Grant McCord : la troisième modèle
- 2019 : Young Blood de Maiara Walsh : réceptionniste

### Télévision
- 2017 : Socially Awkward créée par Nick Graff (mini-série), 3 épisodes : Virginia
- 2018-2021 : Les Feux de l'amour (The Young and the Restless), 276 épisodes : Lola Rosales